# Rupilii
La gens Rupilii, parfois écrite Rupillia, est une famille plébéienne mineure de la Rome antique. Les membres de cette gens sont mentionnés pour la première fois à la fin de la République, et Publius Rupilius obtient le consulat en 132 av. J.-C. Peu ont atteint la notoriété, le nom apparaît  dans les fastes consulaires sous l'Empire. Le nom est fréquemment confondu avec  Rutilius,.

## Praenomen
Les principaux praenomina des Rupilii sont Publius et Lucius, deux des noms les plus courants de l'histoire romaine.

## Branches et cognomen
Aucun des Rupilii ne portait de cognomen sous la République, mais comme pour les autres familles plébéiennes, la plupart d'entre eux avaient des noms de famille individuels à l'époque impériale.

## Membres

### Sous la République
- Publius Rupilius;
  - Publius Rupilius;
    - Publius Rupilius, opposant aux Gracques, devient consul en 132 av. J.-C., l'année suivant l'assassinat de Tiberius Gracchus, dont il persécute les partisans. Il met fin à la première guerre servile, puis reste en Sicile pour réorganiser la province, remportant un triomphe à son retour. Il est poursuivi et condamné lors du tribunat de Caius Gracchus en 123 av. J.-C. et meurt peu de temps après[3],[4],[5],[6],[7],[8]
      - Rupilia, épouse de Quintus Fabius.

    - Lucius Rupilius, frère de Publius Rupilius, le consul, demanda l'aide de Scipion Émilien pour obtenir le consulat, mais ne fut pas élu[9],[10].
- Lucius Rupilius, acteur connu du jeune Cicéron[11].
- Aulus Rupilius, un médecin employé par Aulus Cluentius Habitus, dont la mère, Sassia, a acheté un esclave, Strato, de Rupilius, et l'a fait torturer dans l'espoir d'obtenir des preuves contre son propre fils. Le plan de Sassia échoua[12].
- Publius Rupilius, homme de rang équestre, magister des publicains de Bithynie[13]
- Publius Rupilius Rex, proscrit en -43, officier de Brutus en -42.

### Sous le Principat

#### Rupilii de lanobelitas
- (Rupilius), (v.20 - ?), marié à une fille de Marcus Licinius Crassus Frugi;
  - Libo Rupilius Frugi (v.45 - ap.101), consul suffect en 88[14];
    - Rupilia Faustina, (v.75 - ?), épouse de Marcus Annius Verus[15];
    - ? (Decimus Rupilius?) Libo, consul suffect en 118;
    - (Rupi)lius Severus, prétre à Ephèse en 124;
      - Decimus Rupilius Severus, (v.115 - ?), légat d'Auguste propréteur de Lycie-Pamphylie en 149/151, consul suffect en 155? (=Severus)[16],[17].
- Lucius Rupilius Au[...], (v.145 - ap.176/7), légat de Sextius Lateranus, proconsul d'Afrique en 176 apr. J.-C.[18].

#### Autres
- Gaius Rupilius, un argentarius, ou orfèvre, nommé dans une inscription[15].
- Lucius Rupilius Appianus, l'un des septemviri epulones de Brixia en Vénétie et en Histrie[19].
- Quintus Rupilius Q. f. Honoratus, de Mactar en Afrique, élevé à l'ordre équestre par Sévère Alexandre[20]. [21]
- Rupilius Pisonianus, conservateur à Mactar et Mididi entre 290 et 293 apr. J.-C.[22],[23].
- Rupilius Pisonianus, praefectus vigilum de Rome sous Constant Ier[24],[25].